# ایستگاه متروی میدان جمهوری

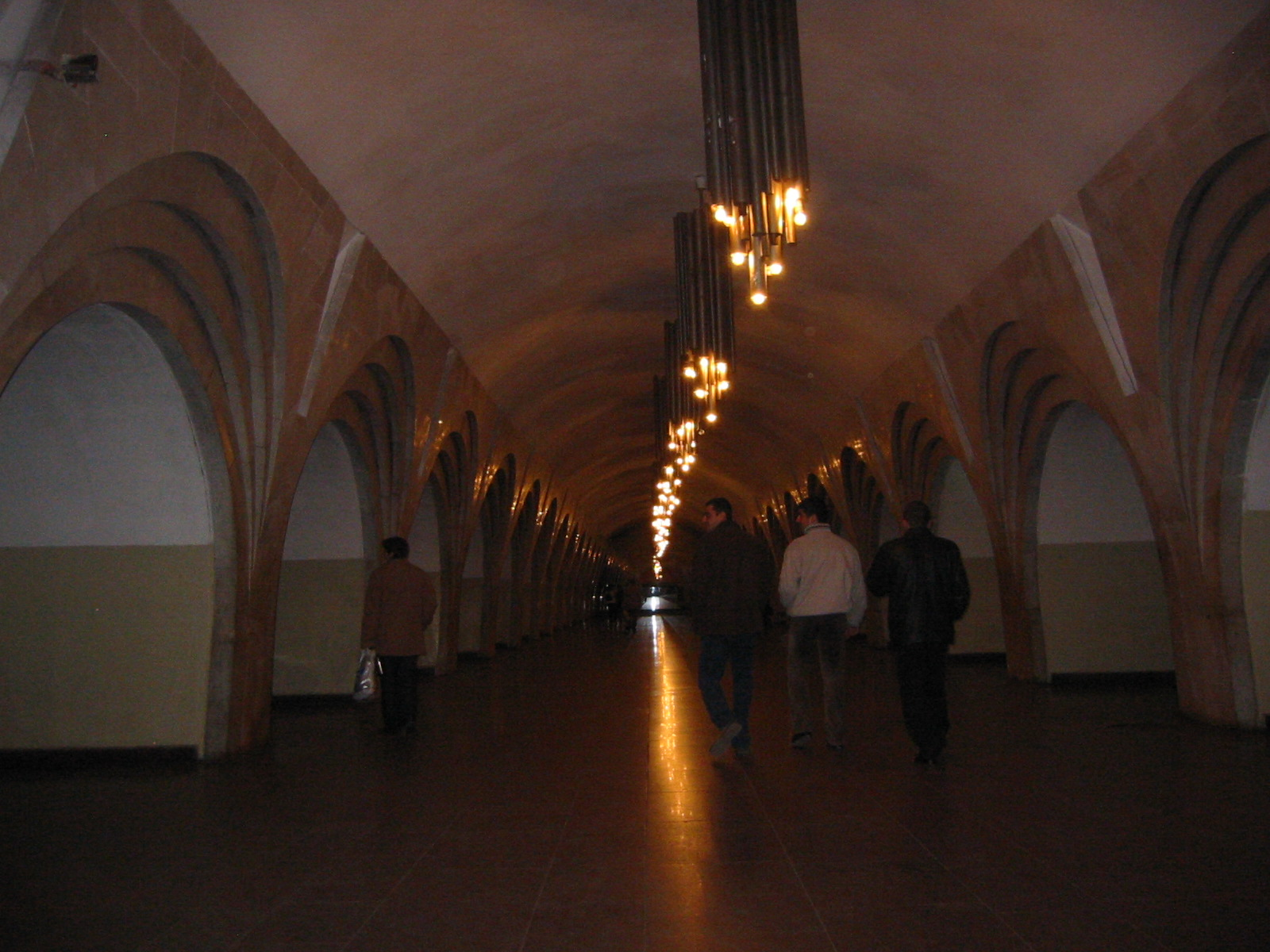
داخل ایستگاه

میدان جمهوری (ارمنی: Հանրապետության Հրապարակ سابقاً «میدان لنین») ایستگاه متروی ایروان می‌باشد. این ایستگاه در ۲۶ دسامبر برای عموم گشایش یافت.